# 毛菅
毛菅（学名：[Themeda trichiata] 错误：{{Lang}}：文本有斜体标记（帮助）），为禾本科菅属下的一个植物种。